# Руденко, Сергей Иванович
Серге́й Ива́нович Руде́нко (укр. Сергí́й Іва́нович Руде́нко; 16 [28] февраля 1885, Харьков — 16 июля 1969, Ленинград) — российский и советский археолог, антрополог, этнолог, гидролог. Магистр географии (1917), доктор технических наук (1944), профессор (1919, 1950), действительный член Русского географического общества (1911), член Парижского антропологического общества (1914).

## Биография
В 1904—1910 гг. — студент естественного отделения физико-математического факультета Санкт-Петербургского университета. Оставлен в университете для подготовки к профессорскому званию.
В 1906 и 1907 годах совершил экспедицию по Башкирии, а 1908 году проводил этнографические исследования среди поволжских народов (чувашей, марийцев, мордвы), собирал экспонаты для Этнографического отделения Русского музея.
С 1910 года участвовал в работе картографической комиссии Русского географического общества. В ходе экспедиции по бассейну Оби изучал народ хантов. В Приуралье исследовал антропологию и этнографию башкир, а на юге Западной Сибири — алтайцев.
В 1913—1914 гг. — научная командировка. Посетил Италию, Францию, Турцию, Палестину, Египет; занимался в парижской Школе антропологии. По возвращении в 1914 году избран профессором кафедры географии и антропологии Петербургского университета.
В 1917 году вошёл в состав Комиссии по изучению племенного состава населения России и сопредельных стран.
С 1919 по 1921 гг. — профессор кафедры географии Томского университета, декан физико-математического факультета.
С 1921 по 1954 гг. — профессор кафедры антропологии в Ленинградском университете. Одновременно работает заместителем директора Государственного Русского музея, где заведует этнографическим отделом.
В 1927—1930 гг. — руководитель Башкирской экспедиции АН СССР.
В 1930 году был арестован. До 1934 года находился на строительстве Беломорско-Балтийского канала.
В 1934–1938 сотрудник Ленинградского бюро Беломорско-Балтийского канала, в 1938–41 – Гидрологического института; занимался гидрологией (проектированием Соликамского гидроузла), в 1942 начальник отделения гидрометеослужбы Ленинградского фронта.
С 1942 в институте Истории материальной культуры  (зав. лабораторией археолог. технологии в 1953–67) и Институте этнографии АН СССР (зав. отделом антропологии), в 1944–50 в ЛГУ (проф.).  Доктор технических наук (1945).
1945 год — раскопки древнеберингийского поселения Кивак.
В 1947—1954 гг. руководитель археологической экспедиции в район Горного Алтая, обнаружившей пазырыкские захоронения. В 1965 году награждён Русским географическим обществом золотой медалью имени Петра Петровича Семёнова.

## Основные работы
- Список научных трудов С. И. Руденко
- Добывание огня трением у чувашей // МНТК. Т. I. — Спб.: 1911. — С. 61-68;
- Башкиры: Опыт этнологической монографии. Ч. 1. Физический тип башкир. — Пг., 1916; Ч. 2. Быт башкир. — Л., 1925;
- «Взгляд на антропологические отношения украинского народа» (в соавт. с И. Раковским, 1925);
- Древняя культура Берингова моря и эскимосская проблема. — М.—Л., 1947;
- Горно-Алтайские находки и скифы. — М.—Л., 1952;
- Культура населения Горного Алтая в скифское время. — М.—Л., 1953.
- Башкиры: Историко-этнографические очерки. — М.—Л., 1955;
- Культура населения Центрального Алтая в скифское время. М.; Л., 1960;
- Культура хуннов и ноинулинские курганы. М.; Л., 1962;
- Сибирская коллекция Петра I. М.; Л., 1962.

Переиздания работ
- Башкиры: историко-этнографические очерки : С изменениями и дополнениями / Отв. ред. Ю. М. Абсалямов. — Уфа: Китап, 2006. — 376 с. — 5000 экз. — ISBN 5-295-03899-8.
- Башкиры: историко-этнографические очерки : С изменениями и дополнениями. — Уфа: Китап, 2018. — 376 с. — 1000 экз. — ISBN 978-5-295-07047-1. (Печатается по изданию: Руденко С. И. Башкиры. Историко-этнографические очерки. М.; Л., 1955)